# Pržno (Moravia-Slesia)
Pržno (in polacco Prżno) è un comune della Repubblica Ceca facente parte del distretto di Frýdek-Místek, nella regione della Moravia-Slesia.